# Área metropolitana de Evansville
El área metropolitana de Evansville, también conocida como Evansville Metro o Área Estadística Metropolitana de Evansville, IN-KY MSA como la denomina oficialmente la Oficina de Administración y Presupuesto, es un Área Estadística Metropolitana centrada en la ciudad de Evansville, y que abarca parte de los estados estadounidenses de Indiana y Kentucky. El área metropolitana tiene una población de 358.676 habitantes según el Censo de 2010, convirtiéndola en la 142.º área metropolitana más poblada de los Estados Unidos.

## Composición
El área metropolitana está compuesta por 4 condados del estado de Indiana, Gibson, Posey, Vanderburgh y Warrick; 
y 2 condados del estado de Kentucky, Henderson y Webster. 

## Población
| Área geográfica                  | Censo 2010 | Censo 2000 | Censo 1990 | Censo 1980 | Censo 1970 | Censo 1960 | Censo 1950 |
| -------------------------------- | ---------- | ---------- | ---------- | ---------- | ---------- | ---------- | ---------- |
| Evansville, IN-KY MSA            | 358.676    | 342.815    | 324.858    | 309.408    | 232.775    | 199.313    | 160.422    |
| Condado de Gibson (Indiana)      | 33.503     | 32.500     | 31.913     | 33.156     | 30.444¹    | 29.949¹    | 30.720¹    |
| Condado de Posey (Indiana)       | 25.910     | 27.061     | 25.968     | 26.414     | 21.740¹    | 19.214¹    | 19.818¹    |
| Condado de Vanderburgh (Indiana) | 179.703    | 171.922    | 165.058    | 167.515    | 168.772    | 165.794    | 160.422    |
| Condado de Warrick (Indiana)     | 59.689     | 52.383     | 44.920     | 41.474     | 27.972     | 23.577¹    | 21.527¹    |
| Condado de Henderson (Kentucky)  | 46.250     | 44.829     | 43.044     | 40.849     | 36.031     | 33.519     | 30.715¹    |
| Condado de Webster (Kentucky)    | 13.621     | 14.120     | 13.955     | 14.832¹    | 13.282¹    | 14.244¹    | 15.555¹    |

¹ El condado no formaba parte del área metropolitana al momento de realizarse el censo. No se suma su población en el total de la misma.